# Міжнародний корпус вивчення англійської мови
Міжнародний корпус вивчення англійської мови (International Corpus of Learner English (ICLE)) – це текстовий корпус вивчення англійської мови, який включає  збірку есе, написаних студентами середнього та просунутого рівня. Створений і координований Сільвіаною Грейнджер із Лувенського університету, корпус є результатом майже 30-річної співпраці між багатьма університетами світу. Після виходу перших других видань у 2002 та 2009 роках, відповідно, корпус використовувався у широкому спектрі дослідницьких проектів на міжнародному рівні, послужив основою для багатьох досліджень МА та PhD.

## Історія створення
Проект  був запущений в 1990 корпусним лінгвістом та почесним професором Лувенського університету (UCLouvain) - Сільвіаною Грейнджер  в Бельгії. Перша версія корпусу (2002) містила 2,5 мільйона слів, з 11 мовними походженнями. Друга версія (2009) була більшою як за словами (3,7 млн.), так і за мовним походженням (16). Нинішній варіант відрізняється від попередніх двох. По-перше, він більший, ніж попередні версії, оскільки  включає дані з 25 рідних мов, що становить понад 5,5 мільйонів слів. Крім того, на відміну від попередніх версій, що розповсюджувалися на компакт-дисках, третю версію розміщено на новому веб-інтерфейсі. Це дозволяє не тільки спростити і зробити більш гнучкий доступ, але й регулярно включати нові підкорпуси в міру їх завершення, тим самим підкреслюючи динамічний характер проекту. На основі численних відгуків, які  засновники проекту отримували протягом багатьох років від вчених, які використовують корпус, можна сказати, що функції, які вже були доступні у попередніх версіях, було значно розширено. 

## Практичне використання корпусу
Наявність корпусу вивчення англійської мови уможливлює новий, більш конкретний підхід до особливостей англійської мови. Думки про те, як  мова яку ти вивчаєш відрізняється від рідної мови, часто зустрічаються, але в ранні часи їх рідко можна було підкріпити конкретними доказами. 

## Підкорпуса
Міжнародний корпус вивчення англійської мови складається  з низки підкорпусів, які представляють студентів, які вивчають англійську мову, вільно розмовляючи різними мовами: французькою, голландською, німецькою, іспанською, чеською, польською, японською, китайською, російською, шведською та фінською. Мінімальний розмір кожного підкорпусу становить 200 000 слів, що становить більше 2 мільйонів слів для всього корпусу. Крім того, існує порівняний корпус, складений носіями англійської мови. Таким чином, на додаток до досліджень у галузі ненатуральності МКПЛ допускає велику кількість різних видів застосування.

## Складники корпуса
Міжнародний корпус вивчення англійської мови складається з аргументованих есе об'ємом 500-1000 слів кожне, написаних просунутими студентами, які вивчають англійську мову, переважно студентами другого або третього курсу на кафедрах англійської мови в різних університетах. Теми, на які студенти пишуть ессе мають загальний характері і тому дозволяють учням вільно висловлювати свою думку. Мета полягала в тому, щоб зібрати знання  англійської мови студентів у тому вигляді, в якому вона є, а не англійська мова, на яку вплинуло читання підручників або статей англійською мовою. Крім того, студентів просили не включати цитати; ті небагато, які все ще з'являються в есе, будуть позначені як цитати і таким чином не відображатимуться в підрахунку. Ось кілька прикладів тем, на які студентів просили писати ессе.
Приклади тем, що фігурують у ICLE:
Європа 1992, втрата суверенітету чи народження нації?
Гроші - корінь усього зла.
Злочин не окупається.
Усі армії повинні складатися виключно із професійних солдатів.
У системі національної служби немає жодної цінності.
Чи є насильство природною частиною тваринної та людської природи?
За якими критеріями має обиратися президент країни?
Кожного учня просять заповнити спеціальний аркуш, який містить довідкову інформацію про ситуацію з написанням есе, деталі про рідну мову учня та його/її батьків, мову (мови), якою(-ими) розмовляють вдома, мову(-и) навчання у школі та університеті, роки англійської мови в школі та університеті, перебування в англомовній країні та інші необхідні дані. Студенти підписують форму, щоб дати дозвіл на використання свого есе в дослідницьких цілях. Таким чином, профілі учнів надають дослідникам інформацію, яка дає змогу порівняти підкорпуси чи розділи корпусу, вибраних, наприклад, на основі рідної та/або другої мови, якими розмовляють вдома, чи мови навчання. Вся ця інформація буде закодована в остаточному корпусі.

## Партнери
| Підкорпуси                      | Вищі навчальні заклади | Статус             |
| ------------------------------- | --- | ------------------ |
| Арабський                       | Університет Табука, Саудівська Аравія |                    |
| Болгарський                     | Софійський університет | завершено          |
| Бразильський                    | Католицький університет в Сан-Паулу (PUC-SP) | завершено          |
| Китайський                      | Університет Ліннань Гонконгу Гонконгський політехнічний університет Китайський університет Гонконгу Кембриджський університет | завершено          |
| Чеський                         | Університет Яна Євангеліста Пуркіне | завершено          |
| Голландський                    | Католіцький університет Неймегена | завершенозавершено |
| Фінський                        | Університет Академі Або Університет Векшо | завершено          |
| Французький                     | Католицький університет Лувена | завершено          |
| Німецький                       | Університет Аугсбурга | завершено          |
| Грецький                        | Університет Аристотеля в Салоніках | завершено          |
| Угорський                       | Угорська академія наук, Будапешт | завершено          |
| Італійський                     | Туринский университет | завершено          |
| Японський                       | Жіночий університет Шова | завершено          |
| Корейський                      | Пусанський університет іноземних досліджень Університет Донггук Університет іноземних досліджень Ханкук Університет Ханьян Університет Мьонджі Університет Сангюнг                                                                            | завершено          |
| Литовський                      | Вільнюський університет Університет Вітовта Великого | завершено          |
| Македонський                    | Університет св. Кирила і Мефодія | завершено          |
| Норвезький                      | Університет Осло | завершено          |
| Пакистанський                   | Університет Державного коледжу Фейсалабад, Пакистан | завершено          |
| Перський                        | Університет Фердоусі Мешхеда Університет Хакіма Сабзеварі Інститут вищої освіти Хайяма Університет Голестан Університет Імама Рези | завершено          |
| Польський                       | Університет Адама Міцкевича (Познань) | завершено          |
| Португальський                  | Університет Нортумбрійського Університету Нова де Лісабон Університет Авейру |                    |
| Румунський                      | Університет Альберта-Людвіга Фрайбурга (у співпраці з такими університетами Румунії: Університет Трансільванії в Брашові, Університет Олександру Йоана Кузи в Яссах, Університет Крайови, Університет Бабес-Боляї в Клужі, Університет Орадя) |                    |
| Російський                      | Московський державний університет імені Ломоносова | завершено          |
| Сербський                       | Боснія і Герцеговина - Університет Східного Сараєво та Університет Баня-Луки Сербія - Університет Белграда та Університет Нового Сада | завершено          |
| Словенський                     | Університет Любляни |                    |
| Іспанський                      | Мадридський університет Комплутенсе | завершено          |
| Південноафриканський (Сетсвана) | Університет Почефструма | завершено          |
| Шведський                       | Університет Лунда Університет Векшо Університет Лунда | завершено          |
| Турецький                       | Цукурова університет | завершено          |